# Еврейская геральдика
Еврейская геральдика — дисциплина, занимающаяся изучением традиции и практики использования гербов еврейскими личностями и общинами, а также предмет этой дисциплины (еврейские гербы). Она включает в себя герб государства Израиль, дворянские и бюргерские гербы, синагогальную геральдику. Еврейская геральдика обычно находится под влиянием страны происхождения, но в то же время сохраняет универсальную еврейскую символику, такую как Лев Иуды или Звезда Давида.

Герб сэра Мозеса Монтефиоре, финансиста, общественного деятеля и филантропа XIX в. Еврейскими элементами на гербе являются две Звезды Давида и надпись "ירושלים" - "Иерусалим".

## История
Родовые знаки евреев упоминаются еще в Библии (Чис. 2:2). Тем не менее, традиция их использования была прервана, а в диаспоральный период истории евреи начали использовать геральдику позже, чем окружающее население. Это было связано с тем, что право на личный герб в феодальной Западной Европе обеспечивалось землевладением и привилегией носить личное оружие. В Испании начало использования евреями геральдики было связано с богатыми сефардскими евреями, достигшими значительного социального положения, которые стали размещать гербы на своих домах и использовать их в своих печатях. Одним из наиболее известных примеров выступает семья Абрабанель, которая, как и многие другие еврейские семьи, использовала в своей геральдике национальную символику (например, двойную Звезду Давида).

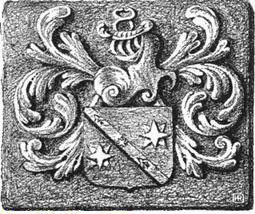
Герб семьи Абрабанель

Спустя примерно 200 лет традицию использования геральдики переняли несколько влиятельных еврейских французских семей. Так, в первой половине XIV в. Калонимос бар Тодрос ха-Наси, лидер еврейской общины в Нарбонне, использовал восстающего льва для представления себя и своей семьи. Подобная символика была призвана обозначить его происхождение из рода царя Давида. С этого момента геральдический лев становится в том числе и еврейским символом.

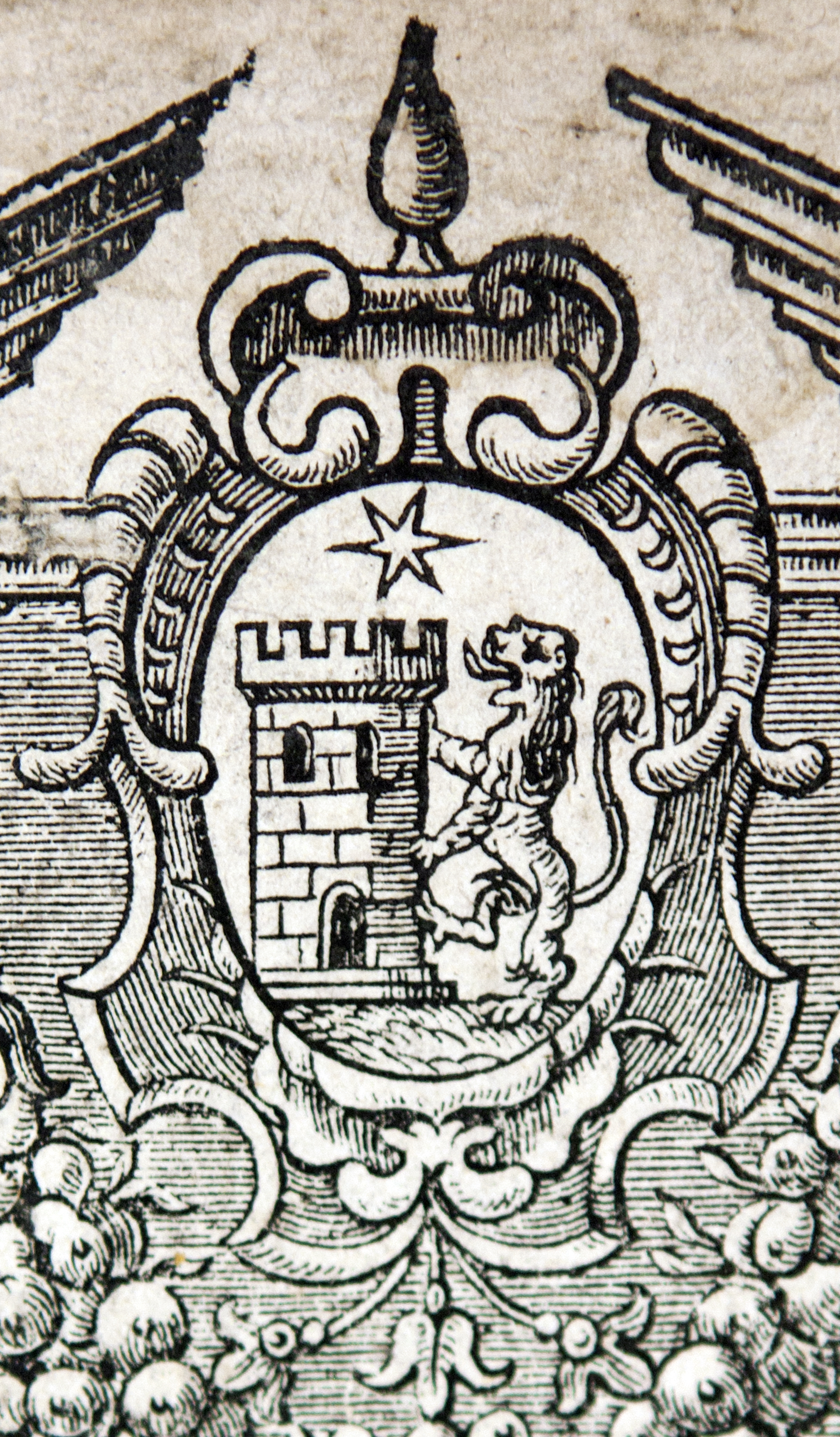
Герб Иммануэля Бенвениста, Амстердам, XVII в.

В XVI в. использование еврейской геральдики значительно расширилось. Это было связано с тем, что несколько евреев получили кафедры в университетах Италии, причем в некоторых случаях это назначение сопровождалось приобретением личного дворянства. Кроме того, в тот период многие голландские евреи получили мелкое дворянство и право носить оружие. Например, герб семьи Бенвенист, переселившейся в Голландию, включал в себя Звезду Давида, льва Иуды, замок и 10 лун (символ, обозначающий десять каббалистических сфирот). Еврейская геральдика также распространилась в Священной Римской империи в конце XVII в., когда законы против евреев, носящих оружие, стали более мягкими.
В эпоху Просвещения несколько сотен еврейских семей по всей Европе получили оружие и стали частью дворянства. В частности, в Англии такие семьи как Ротшильды, Монтефиори, Голдсмиды и Сассун получили дворянские титулы и право на оружие. В тот период британские евреи перенимали геральдические обычаи своей страны, сохраняя при этом многие еврейские элементы, однако во время первой и второй алии они все чаще стали использовать преимущественно сионистские символы. В обозначенный период подобная тенденция прослеживалась также среди немецких и русских евреев.

## Израиль

Герб Израиля

На гербе государства Израиль изображена менора, окруженная оливковыми ветвями. В нижней части герба расположена надпись "ישראל" (ивр. Израиль). Изображение на гербе базируется на меноре, изображенной на арке Тита. Менора является одним из наиболее древних символов иудаизма, а оливковые ветви символизируют мир. Этот символ отсылает к монетам Хасмонейского периода.